# عيدروس الزبيدي
عَيْدَرُوُس قاسم عبد العزيز الزُّبَيْدي هو قيادي وسياسي يمني، ولد في عام 1967 في منطقة زُبَيْد بمحافظة الضالع، شغل منصب محافظ محافظة عدن منذ تعيينه بقرار رئاسي في 7 ديسمبر 2015 وحتى إقالته في 27 أبريل 2017، وقد عين خلفاً للواء جعفر محمد سعد الذي اغتيل بسيارة مفخخة، وهو رئيس هيئة رئاسة المجلس الانتقالي الجنوبي. اختير عضوا في مجلس القيادة الرئاسي في 7 أبريل 2022.

## النشأة
ولد عيدروس قاسم الزُبيدي في عام 1967م، في قرية زُبيد بمحافظة الضالع، وتلقى تعليمه الابتدائي والثانوي فيها، ثم انتقل إلى مدينة عدن ليكمل تعليمه الجامعي في كلية القوى الجوية، وتخرج منها برتبة ملازم ثاني في عام 1988م. بعد تخرجه عُين ضابطاً في الدفاع الجوي وفي نهاية عام 1989م، تحول من إطار وزارة الدفاع إلى وزارة الداخلية، وعُين أركان كتيبة حماية السفارات والمنشآت بصنعاء. والتحق بالقوات الخاصة حتى حرب صيف 1994م، شارك بالقتال ضمن ما كان يُعرف بجيش جمهورية اليمن الديمقراطية الشعبية في جبهة دوفس/أبين، غادر اليمن إلى جيبوتي بعد السيطرة على مدينة عدن في 7 يوليو عام 1994م.

## حركة حتم وتأسيسها
عاد عيدروس الزُبيدي إلى اليمن بشكل سري في عام 1996م، وأسس حركة (حتم)، اختصاراً لجملة (حق تقرير المصير)، بدأت الحركة نشاطها بشكل سري من خلال أعمال اغتيال استهدفت رموزاً للنظام اليمني في الفترة 1997-1998م. في عام 1997م أُدين بقيادة حركة (حتم) التي تدعو لفك الارتباط وحوكم محاكمة عسكرية وحُكم عليه بالإعدام غيابيّاً برفقة عدد من زملائه. في عام 2002م توقّف نشاط الحركة، ورجح مراقبون أن الحركة كانت تتلقى دعماً من المملكة العربية السعودية توقف بعد ترسيم الحدود اليمنية السعودية في عام 2001م، لكن الزُبيدي نفى تلقيه أي دعم. في السادس من يونيو 2011م أعلنت الحركة معاودة نشاطها بعد اجتماع لها، كما تبنّت مسؤوليتها عن إعطاب آليات للجيش وإصابة ضابط وجندي وسط مدينة الضالع في الرابع عشر من يونيو 2011م.

## القتال ضد الجيش اليمني
اندلعت اشتباكات بين مسلحي الحراك الجنوبي بقيادة عيدروس الزبيدي وقوات الجيش اليمني الموالية للرئيس السابق علي عبدالله صالح في 2013م بسبب قصف الجيش اليمني بالقذائف مخيم عزاء لناشط في الحراك الجنوبي في فناء إحدى المدارس الحكومية بقرية سناح، بمديرية حجر بمحافظة الضالع، وأسفر عن مقتل 15 شخصاً بينهم صبيان يبلغان 3 و11 عاما، وإصابة 23 شخصاً على الاقل. واستمرت الاشتباكات لفترات متقطعة طوال عدة أشهر. وفي الرابع من ديسمبر 2014م دعا لاجتماع موسع في منطقة زُبيد لمشائخ وأعيان الضالع واتفق معهم على الاستمرار في القتال ضد الجيش، وبعد الإنقلاب العسكري على الرئيس هادي في صنعاء، واصل الحوثيون زحفهم نحو مدن الجنوب. وشارك الحوثيين في معارك الضالع رفقة قوات الرئيس السابق علي عبدالله صالح.
في 30 مارس قتل ما لا يقل عن 22 شخصاً وجرح 50 باشتباكات بين الحراك والقوات الموالية للحوثيين وصالح في الضالع. في 1 أبريل فر العميد عبد الله ضبعان وجنوده من معسكر اللواء 33 مدرع الضالع، وفي الثاني من أبريل سيطر مقاتلو الحراك بقيادة الزبيدي على مدينة الضالع بشكل كامل بعد انسحاب قوات الجيش والحوثيين لأطراف المدينة، وفي الخامس والعشرين من مايو 2015م انهارت قوات القوات الجيش المتمردة في الضواحي الشمالية لمدينة الضالع على وقع زحف مقاتلي الحراك وقصف الطيران الحربي التابع للتحالف العربي وتصبح الضالع أول محافظة تُنتزع من قبضة القوات الجيش اليمني الموالية للحوثيين وعلي عبدالله صالح.
بعد تحرير الضالع توجه عيدروس قواته معززين بالأسلحة الثقيلة وراجمات الصواريخ إلى منطقة النخيلة في مديرية المسيمير محافظة لحج لقطع طريق الإمداد الرابط بين كرش ومثلث العند. ثم إلى منطقة كرش وسيطر على الجبال المطلة على الخط العام لمحاصرة وتضييق الخناق على معسكر لبوزة.
شارك بالقتال في جبهة بلة/ردفان واقتحم قاعدة العند العسكرية الاستراتيجية برفقة عدد من القيادات العسكرية في الرابع من أغسطس 2015م. وبعد تحرير أغلب المناطق الجنوبية توجه إلى محافظة عدن والتقى بقيادات من المقاومة الجنوبية، وفي السابع والعشرون من سبتمبر 2015م غادر إلى العاصمة السعودية الرياض ومن ثم دولة الامارات العربية المتحدة.

## تعيينه محافظاً لعدن
في السابع من ديسمبر 2015م أصدر فخامة الأخ رئيس الجمهورية عبد ربه منصور هادي قرارا جمهوريا يقضي بتعيين اللواء عيدروس الزبيدي محافظاً لمحافظة عدن، خلفاً للواء جعفر محمد سعد الذي اغتيل بسيارة مفخخة.

### انجازاته كمحافظ
1. تولى عيدروس السلطة في عدن وأغلب مديرياتها تحت سيطرة عناصر إرهابية ومسلحين محليين، وتعرض لأكثر من 4 محاولات اغتيال، منها 3 بعربات مفخخة، تبناها ما يُعرف بتنظيم الدولة الإسلامية. وفي منتصف مارس 2016م أطلقت قوات الأمن في عدن عملية عسكرية واسعة لتأمين مديرية المنصورة بعد سلسلة من أعمال القتل والاغتيال شبه اليومي من قبل المسلحين، وفي اليوم التاسع والعشرون من نفس الشهر استكملت القوات الأمنية العملية وسيطرت بالكامل على المديرية.[8]
2. شهدت مدينة عدن انهيار كاملاً في الخدمات الأساسية، ومنها انقطاع خدمة الكهرباء لفترات طويلة جداً، وعلى إثر ذلك التدهور المتسارع وصمت الحكومة اليمنية، غادر عيدروس عدن إلى الامارات العربية المتحدة في مهمة عمل وأثمرت جهوده عن دعم الإمارات لكهرباء عدن بمولّدات وتجهيزات لازمة بخمسين ميجا وات.
3. استطاع عيدروس وفي أول إنجاز من نوعه في بلد غارقاً في الفساد، من انتزاع منشأة النفط في منطقة حجيف بعد مرور أكثر من 16 عاماً من خصخصتها لمصلحة رجل الأعمال اليمني توفيق عبد الرحيم.[9]

| عيدروس الزبيدي | سنقوم إن شاء الله بكل ما أوتينا من قوة و جهد لاستعادة كافة مؤسسات الدولة الوطنية التي نهبت من قبل متنفذي نظام المخلوع صالح وسنكافح الفساد و كل ما هو غير حضاري في العاصمة المؤقتة عدن. عيدروس قاسم عبدالعزيز الزُبيدي | عيدروس الزبيدي |

### دوره في السياسة اليمنية
أظهر عيدروس مرونة كبيرة في الجانب السياسي، ونظم مظاهرة حاشدة مؤيدة للرئيس اليمني عبدربه منصور هادي في ساحة العروض بعدن، المظاهرة نددت بخطة الأمم المتحدة للسلام في اليمن ورفضت مقترحات المبعوث الدولي لليمن إسماعيل ولد الشيخ أحمد.
في العاشر من سبتمبر 2016م دعا عيدروس جميع القوى السياسية والمقاومة في الجنوب إلى سرعة تشكيل كيان سياسي نداً للتيارات السياسية في شمال اليمن. وخلال مؤتمر صحفي دعا الزبيدي الرئيس عبدربه منصور هادي ودول التحالف إلى دعم توجهات الجنوبيين في إعلان كيانهم السياسي في المحافظات المحررة، الذي يعبر عن تطلعاتهم ويمثلهم في الحكومة وفي أي مفاوضات سياسية مستقبلية.

## محاولات اغتيال
تعرض لأكثر من 4 محاولات اغتيال، منها 3 بعربات مفخخة، تبناها ما يُعرف بتنظيم الدولة الإسلامية.

## إعفائه من منصبه كمحافظاً لعدن
أصدر الرئيس اليمني عبدربه منصور هادي في السابع والعشرين من أبريل 2017م قراراً جمهوريا بإقالته من منصبه وتعيين عبد العزيز المفلحي بدلاً عنه.

## احياء اليمن الجنوبي
يعتبر عيدروس الزبيدي من أهم وجوه الحراك الجنوبي الذي تأسس عام 2007 وطالب بانفصال جنوب اليمن عن الشمال واحياء اليمن الجنوبي الدولة التي انتهت مع اتحاد شطري اليمن عام 1990.

## انظر أيظاً
- المجلس الانتقالي الجنوبي
- منصور زيد حيدرة